# یواس‌اس یونایتد استیتس (سی‌وی‌ای-۵۸)
یواس‌اس یونایتد استیتس (سی‌وی‌ای-۵۸) (به انگلیسی: USS United States (CVA-58)) یک کشتی بود که طول آن ۱٬۰۹۰ فوت (۳۳۰ متر) بود.